# Ширкуни
Ширкуни́ (рос. Ширкуны) — присілок у складі Даровського району Кіровської області, Росія. Входить до складу Даровського міського поселення.
Населення становить 5 осіб (2010, 27 у 2002).
Національний склад станом на 2002 рік — росіяни 82 %.